# Penya Encarnada d'Andorra
Maillots
Actualités
Le Fútbol Club Penya d'Andorra est un club de football andorran créé par des supporters du club portugais SL Benfica, basé à Andorre-la-Vieille. Le club joue actuellement en Primera Divisió.

## Histoire
Le FC Penya d'Andorra, anciennement connu sous le nom d'Associació Club Penya Encarnada d'Andorra, a été fondé en 2009 en tant qu'association culturelle pour la promotion du football et du sport dans la paroisse d'Andorre-la-Vieille en honneur du SL Benfica. L'équipe a été promue pour la première fois en Primera Divisió après avoir terminé championne lors de la saison 2014-2015 de Segona Divisió.
Bien que le club ait été relégué la saison suivante en Segona Divisió , il a disputé un match de relégation aller-retour pour une place en Primera Divisió 2017-2018 contre le FC Ordino. Penya Encarnada a gagné 5–3 au total et a signé son retour en Primera Divisió. Après la relégation de 2018, le club est revenu en Primera Divisió en 2020.

## Couleurs et écusson
Les couleurs et l'écusson d'origine évoquaient son identité portugaise et étaient liés, avec le club local Casa Estrella del Benfica, au club portugais SL Benfica. Les couleurs traditionnelles du club étaient le rouge et le noir, d'où le surnom du club, encarnados (les rouges), et l'insigne était une variante mineure du SL Benfica.

## Palmarès
- Segona Divisió (3)
  - Champion : 2015, 2020et 2022.

## Les dernières saisons
| Championnat     | Saison  | Position | Joués | G  | N | D  | BP | BC  | DB   | Pts |
| --------------- | ------- | -------- | ----- | -- | - | -- | -- | --- | ---- | --- |
| Segona Divisió  | 2009–10 | 7        | 14    | 1  | 0 | 13 | 13 | 57  | −44  | 3   |
| Segona Divisió  | 2010–11 | 7        | 18    | 4  | 1 | 13 | 27 | 50  | −23  | 13  |
| Segona Divisió  | 2011–12 | 9        | 18    | 2  | 3 | 13 | 26 | 62  | −36  | 9   |
| Segona Divisió  | 2012–13 | 11       | 22    | 5  | 0 | 17 | 30 | 103 | −73  | 15  |
| Segona Divisió  | 2013–14 | 14       | 14    | 1  | 1 | 12 | 13 | 74  | −61  | 4   |
| Segona Divisió  | 2014–15 | 1        | 16    | 13 | 2 | 1  | 70 | 23  | +47  | 41  |
| Primera Divisió | 2015–16 | 8        | 20    | 1  | 3 | 16 | 15 | 58  | -43  | 3   |
| Segona Divisió  | 2016–17 | 2        | 23    | 17 | 4 | 2  | 89 | 27  | +62  | 55  |
| Primera Divisió | 2017–18 | 8        | 27    | 3  | 2 | 22 | 15 | 126 | -111 | 11  |
| Segona Divisió  | 2018–19 | 4        | 23    | 15 | 2 | 6  | 70 | 31  | +39  | 47  |
| Segona Divisió  | 2019–20 | 1        | 16    | 15 | 1 | 0  | 53 | 7   | +46  | 46  |

## Personnalités du club

### Staff
| Position                      | Nom             |
| ----------------------------- | --------------- |
| Entraîneur principal          | Aleix Carbonell |
| Entraîneur adjoint            | Sergi Lirola    |
| Entraîneur adjoint            | Lluís Lladò     |
| Entraîneur de gardiens de but | Guillem Ruig    |
| Coach de fitness              | Enric Cabrera   |